# ام‌العرائس
ام‌العرائس (به عربی: أم العرائس) یک منطقهٔ مسکونی در تونس است که در استان قفصه واقع شده‌است. ام‌العرائس ۲۱٬۷۱۶ نفر جمعیت دارد.